# Greene (Iowa)
Pour les articles homonymes, voir Greene.
Ne doit pas être confondu avec Comté de Greene (Iowa).
Greene est une ville du comté de Butler, en Iowa, aux États-Unis. Elle est située en bordure de la rivière Shell Rock (en). La ville est incorporée le 15 juillet 1879. Elle s'est d'abord appelée Elm Springs, mais le nom est changé lorsque le juge George Greene (en), président de la compagnie de chemin de fer Burlington, Cedar Rapids and Northern Railway (en), fait un don d'1 million $ pour la construction d'une bibliothèque.

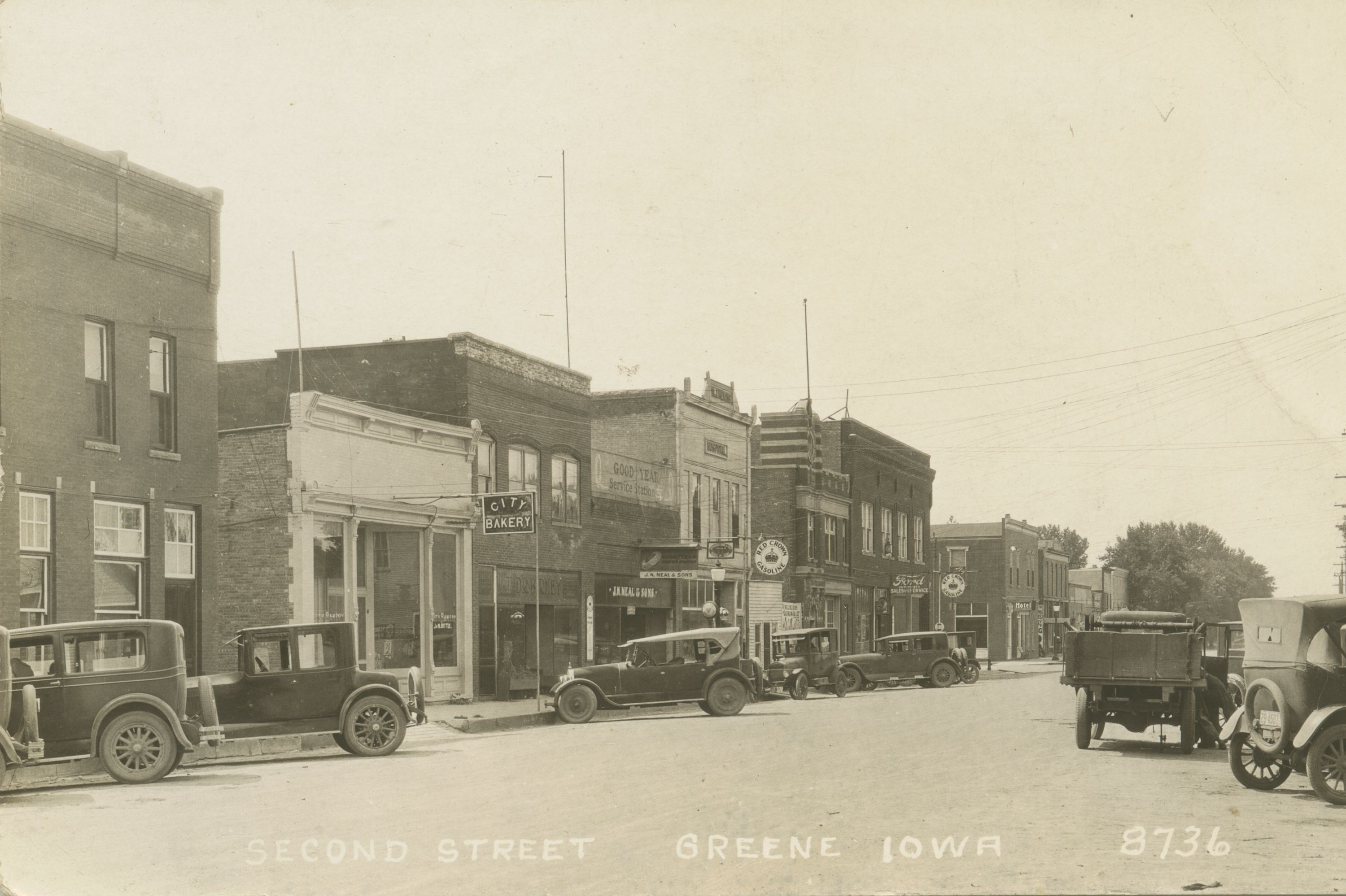
Rue Main, Greene, Iowa, 1915

## Source de la traduction
- (en) Cet article est partiellement ou en totalité issu de l’article de Wikipédia en anglais intitulé « Greene, Iowa » (voir la liste des auteurs).